# Gerrots
Gerrots est une ancienne commune française, située dans le département du Calvados en région Normandie, peuplée de 51 habitants.
Le 1er janvier 2025, elle fusionne avec Victot-Pontfol pour devenir Victot-en-Auge, d'après un arrêté préfectoral du 30 septembre 2024.

## Géographie

### Localisation
| Beuvron-en-Auge | Beaufour-Druval (comm. ass. de Saint-Aubin-Lébizay) | Beaufour-Druval (propre territoire de Druval)           |
| Beuvron-en-Auge | Gerrots                                             | Beaufour-Druval (propre territoire de Druval), Rumesnil |
| Victot-Pontfol  | Rumesnil                                            | Rumesnil                                                |

### Rattachements
Gerrots se trouve dans l'ancien canton de Cambremer, rattaché en 2015 au canton de Mézidon Vallée d'Auge.
Elle se trouve dans l'ancien arrondissement de Pont l'Evêque, rattaché à l'actuel arrondissement de Lisieux.
En 2001, elle a intégré la communauté de communes de Cambremer jusqu'en 2017, où elle a intégré la nouvelle communauté de communes Normandie-Cabourg-Pays d'Auge.

### Climat
Pour des articles plus généraux, voir Climat de la Normandie et Climat du Calvados.
En 2010, le climat de la commune est de type climat océanique altéré, selon une étude du CNRS s'appuyant sur une série de données couvrant la période 1971-2000. En 2020, Météo-France publie une typologie des climats de la France métropolitaine dans laquelle la commune est exposée à un climat océanique et est dans la région climatique  Normandie (Cotentin, Orne), caractérisée par une pluviométrie relativement élevée (850 mm/a) et un été frais (15,5 °C) et venté. Parallèlement le GIEC normand, un groupe régional d’experts sur le climat, différencie quant à lui, dans une étude de 2020, trois grands types de climats pour la région Normandie, nuancés à une échelle plus fine par les facteurs géographiques locaux. La commune est, selon ce zonage, exposée à un « climat des plateaux abrités », correspondant à la plaine agricole de Caen à Falaise, sous le vent des collines de Normandie et proche de la mer, se caractérisant par une pluviométrie et des contraintes thermiques modérées.
Pour la période 1971-2000, la température annuelle moyenne est de 10,8 °C, avec  une amplitude thermique annuelle de 12,4 °C. Le cumul annuel moyen de précipitations est de 718 mm, avec 12,3 jours de précipitations en janvier et 7,6 jours en juillet. Pour la période 1991-2020, la température moyenne annuelle observée sur la station météorologique la plus proche, située sur la commune de Mézidon Vallée d'Auge à 14 km à vol d'oiseau, est de 11,2 °C et le cumul annuel moyen de précipitations est de 782,5 mm,. Pour l'avenir, les paramètres climatiques de la commune estimés pour 2050 selon différents scénarios d’émission de gaz à effet de serre sont consultables sur un site dédié publié par Météo-France en novembre 2022.

## Urbanisme

### Occupation des sols
L'occupation des sols de la commune, telle qu'elle ressort de la base de données européenne d’occupation biophysique des sols Corine Land Cover (CLC), est marquée par l'importance des territoires agricoles (100 % en 2018), une proportion identique à celle de 1990 (100 %). La répartition détaillée en 2018 est la suivante : 
prairies (70,2 %), zones agricoles hétérogènes (29,8 %). L'évolution de l’occupation des sols de la commune et de ses infrastructures peut être observée sur les différentes représentations cartographiques du territoire : la carte de Cassini (XVIIIe siècle), la carte d'état-major (1820-1866) et les cartes ou photos aériennes de l'IGN pour la période actuelle (1950 à aujourd'hui).

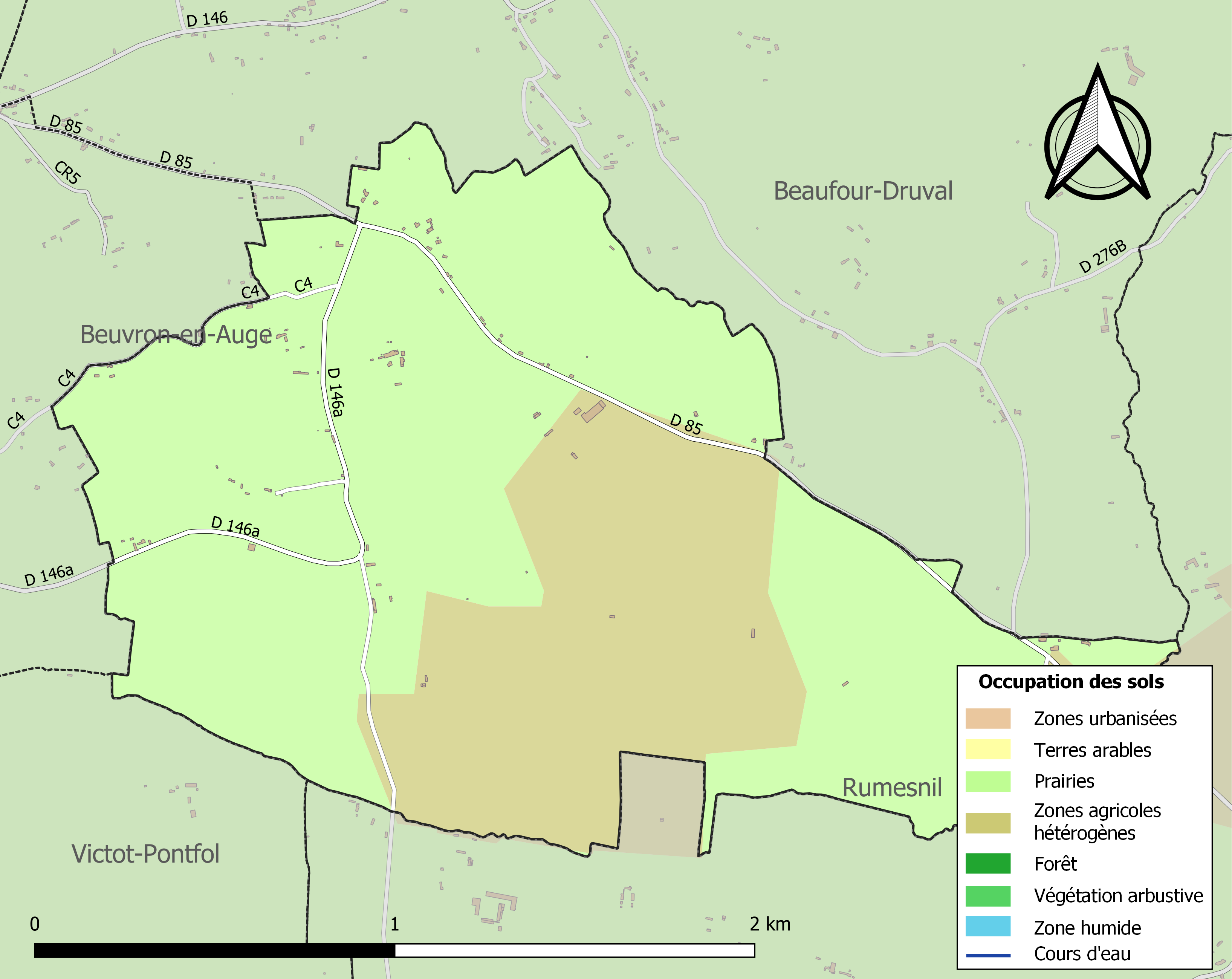
Carte des infrastructures et de l'occupation des sols de la commune en 2018 (CLC).

## Toponymie
Le nom de la localité est attesté sous les formes Guerost en 1320 ; Guyros au XIVe siècle ; Gurrosau XVIe siècle ; Géros en 1703 ; Gerros au XVIIIe siècle (Cassini).
Le gentilé est Gerrotais.

## Histoire
« Le seigneur nommait à la cure. D'après le pouillé de Lisieux, c'était, au XIVe siècle, Jean de Gueroz, probablement le père de Jeanne de Gerros, héritière de cette terre et première femme de Richard de Tournebu, fils de Robert de Tournebu, seigneur d'Auvillers »

— Arcisse de Caumont, Statistique monumentale du Calvados, tome 4

## Politique et administration
| Période                                  | Période  | Identité      | Étiquette | Qualité                   |
| ---------------------------------------- | -------- | ------------- | --------- | ------------------------- |
| janvier 2025                             | En cours | Sylvie Pesnel | SE        | Secrétaire administrative |
| Les données manquantes sont à compléter. |          |               |           |                           |

| Période                                  | Période          | Identité           | Étiquette | Qualité |
| ---------------------------------------- | ---------------- | ------------------ | --------- | --- |
| -                                        | 1890             | Désiré Brion       |           | |
| 6 juillet 1890                           | 1916             | Paul Brion         |           | Agriculteur |
| 6 avril 1916                             | 1916             | Pierre Aumont      |           | Conseiller municipal délégué pour faire fonction de maire suite au décès de Paul Brion et en l'absence (mobilisation) de l'adjoint Edmond Elie        |
| 22 novembre 1916                         | 1917             | Arthur Lecavellier |           | Conseiller municipal délégué pour faire fonction de maire suite au décès de Pierre Aumont et en l'absence (mobilisation) de l'adjoint Edmond Elie     |
| 13 janvier 1917                          | 25 novembre 1918 | Émile Duhamel      |           | Conseiller municipal délégué pour faire fonction de maire suite au décès d'Arthur Lecavellier et en l'absence (mobilisation) de l'adjoint Edmond Elie |
| novembre 1918                            | 1919             | Edmond Elie        |           | Adjoint, faisant fonction de maire depuis le décès de Paul Brion en mars 1916                                                                         |
| 7 décembre 1919                          | avril 1933       | Edmond Elie        |           | Agriculteur |
| 1er juin 1933                            | 1955             | Armand Montais     |           | Agriculteur |
| 20 mars 1955                             | 1959             | Eugène Mugniot     |           | |
| 21 mars 1959                             | mars 2008        | Jean Montais       | SE        | Agriculteur |
| mars 2008                                | décembre 2024    | Sylvie Pesnel      | SE        | Secrétaire administrative |
| Les données manquantes sont à compléter. |                  |                    |           | |

## Démographie
L'évolution du nombre d'habitants est connue à travers les recensements de la population effectués dans la commune depuis 1793. Pour les communes de moins de 10 000 habitants, une enquête de recensement portant sur toute la population est réalisée tous les cinq ans, les populations de référence des années intermédiaires étant quant à elles estimées par interpolation ou extrapolation. Pour la commune, le premier recensement exhaustif entrant dans le cadre du nouveau dispositif a été réalisé en 2005.
En 2022, la commune comptait 51 habitants, en évolution de −3,77 % par rapport à 2016 (Calvados : +1,58 %, France hors Mayotte : +2,11 %).
Gerrots a compté jusqu'à 148 habitants en 1806.
| 1793 | 1800 | 1806 | 1821 | 1831 | 1836 | 1841 | 1846 | 1851 |
| ---- | ---- | ---- | ---- | ---- | ---- | ---- | ---- | ---- |
| 133  | 129  | 148  | 97   | 96   | 96   | 79   | 100  | 75   |

| 1856 | 1861 | 1866 | 1872 | 1876 | 1881 | 1886 | 1891 | 1896 |
| ---- | ---- | ---- | ---- | ---- | ---- | ---- | ---- | ---- |
| 96   | 101  | 98   | 98   | 102  | 97   | 92   | 96   | 102  |

| 1901 | 1906 | 1911 | 1921 | 1926 | 1931 | 1936 | 1946 | 1954 |
| ---- | ---- | ---- | ---- | ---- | ---- | ---- | ---- | ---- |
| 89   | 88   | 93   | 76   | 79   | 80   | 62   | 66   | 38   |

| 1962 | 1968 | 1975 | 1982 | 1990 | 1999 | 2005 | 2006 | 2010 |
| ---- | ---- | ---- | ---- | ---- | ---- | ---- | ---- | ---- |
| 49   | 38   | 40   | 45   | 44   | 37   | 56   | 56   | 54   |

| 2015 | 2020 | 2022 | - | - | - | - | - | - |
| ---- | ---- | ---- | - | - | - | - | - | - |
| 55   | 51   | 51   | - | - | - | - | - | - |

## Culture locale et patrimoine

### Lieux et monuments
- Église Saint-Martin (XIe, remaniée).
- Motte castrale de la Cour des Domaines, classée Monument historique[21].
- Manoir de Cour-Gasnel (XVIe siècle et XVIIe siècle), pressoir et étable transformée en bouillerie au XIXe siècle[22].

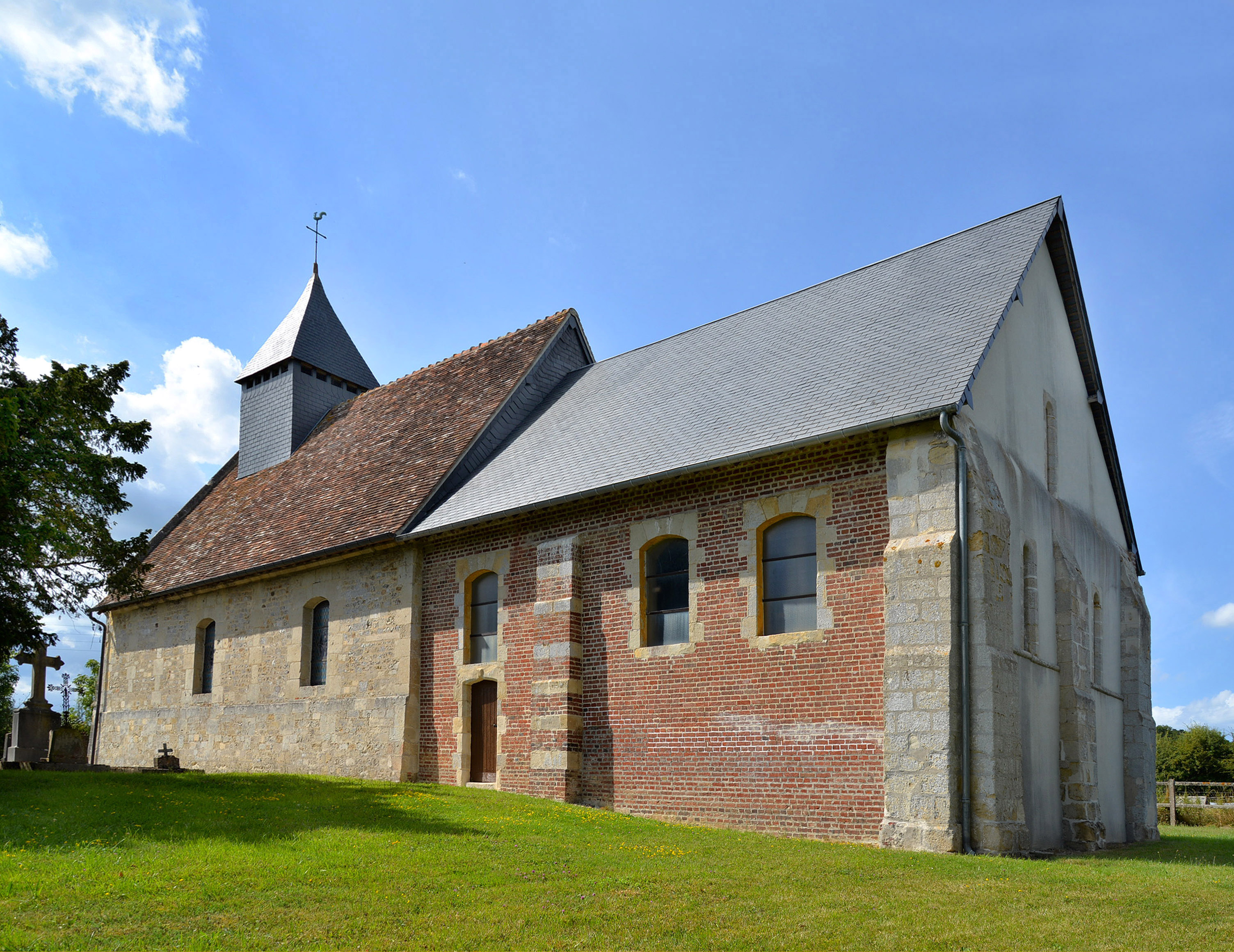
L'église Saint-Martin.

- Manoir de Gerrots[23].